# Ómar Rayo
Ómar Rayo Reyes (Roldanillo, Valle del Cauca, 24 de enero de 1928 - Palmira, Valle del Cauca, 7 de junio de 2010) fue un pintor, grabador y escultor colombiano.

## Biografía De Ómar Rayo
Artista colombiano. Hijo primogénito de Vicente Rayo y María Luisa Reyes, cursó por correspondencia sus primeros estudios de dibujo en una academia de Buenos Aires. En 1947 se estableció en Cali; al no hallar empleo como ilustrador en ningún periódico local, sobrevivió trazando caricaturas y pasó fugazmente por la Escuela de Bellas Artes.
Al año siguiente se traslado a Bogotá y trabajó como ilustrador en varias publicaciones capitalinas. El periódico El Siglo lo contrató para dibujar las caricaturas de los participantes en la IX Conferencia Panamericana. En Bogotá frecuentó el café Automático, en el que se relacionó con intelectuales y literatos como León de Greiff, Luis Vidales y Jorge Zalamea. De esa época datan obras ya verdaderamente personales, como la serie de retratos en trozos de madera de bohemios que frecuentaban el café, o las figura humanas creadas a partir de bejucos alargados. Entre 1948 y 1953 efectuó diversas exposiciones, ganó certámenes y alcanzó cierto renombre en el mundillo artístico de la capital.
En 1953 tuvo la oportunidad de ampliar estudios en Madrid mediante una beca, pero prefirió, en su lugar, iniciar un periplo por Latinoamérica, durante el cual realizó algunas exposiciones y se relacionó con numerosos artistas locales. Convivió durante algún tiempo con los indígenas de la Amazonia y estudió el arte de los incas, los aztecas y los mayas. El viaje resultaría decisivo en su formación: el contacto con el arte precolombino suscitó en él el interés por las posibilidades artísticas de la geometría, que acabarían definiendo su obra.
Regresó a su país en 1958, y un año después, gracias a una beca, pasó un año en México D.F., en el taller de grabado La Esmeralda, donde conoció a José Luis Cuevas y Francisco Toledo. En 1960 recibió la beca Guggenheim y se trasladó a Nueva York, ciudad en la que se establecería definitivamente años más tarde (1976) y donde su obra alcanzaría pleno reconocimiento internacional.
Coleópsama Artis X (1992), de Omar Rayo
En esta época se dedicó especialmente a la realización de grabados en relieve mediante la técnica de la talla dulce o intaglio, en los que trató todo tipo de temas, creando series de animales, objetos cotidianos o figuras humanas. En 1970 mereció un premio especial en la Primera Bienal de Grabado Latinoamericano, en San Juan de Puerto Rico; ese mismo año recibió el primer premio en el Salón Nacional de Artistas de Colombia. En 1971, el Museo de Arte Moderno de Bogotá organizó una exposición retrospectiva de su obra y participó en la Bienal de Sao Paulo.
Entretanto, a la vez que sus intaglios alcanzaban reconocimiento, crecía la dedicación de Omar Rayo a la pintura, en la que desarrolló ese singular y característico universo geométrico arraigado en el primitivismo abstracto del arte precolombino. Sus composiciones presentan series de cintas que van y vienen unas sobre otras y desaparecen y vuelven a aparecer, formando patrones que producen llamativos efectos ópticos dotados de cierto grado de abstracción. El resultado es un juego ilusorio de líneas sin principio ni fin, un laberinto geométrico de fingida tridimensionalidad realizado unas veces sobre blanco y negro y otras en colores vivos. La factura impecable, de un rigor y precisión matemáticos, contribuyen a esa impresión de infinito que produce su contemplación.
En 1981 se inauguró en su ciudad natal el Museo Rayo de Dibujo y Grabado Latinoamericano. Diseñado por el arquitecto mexicano Leopoldo Gout, el recinto alberga un conjunto de unas dos mil obras del artista, amén de salas de exposiciones itinerantes, biblioteca y talleres de artes gráficas.

## Trayectoria
Desde 1948 expuso varias veces sus obras en varias ciudades de Colombia. En 1954 emprende un viaje por tierra a Suramérica. Esta travesía que duró cuatro años lo llevó a visitar Ecuador, Perú, Brasil, Uruguay, Argentina y Chile. En las capitales de estos países no solamente produjo obras, sino que exhibió su arte. De 1959 a 1960, vivió en México, un año después se trasladó a Nueva York, donde residió durante diez años y donde produjo muchas de sus grandes series de pinturas y obra gráfica. En 1970 obtuvo el primer puesto del Salón Nacional de Artistas de Colombia. Además fue galardonado con el premio de Grabado en la Segunda Bienal Interamericana de México, el Premio Internacional en la Bienal de Sao Paulo y la Beca Guggenheim. En los últimos veinte años del siglo XX.
La carrera de Ómar Rayo se estableció internacionalmente en la década de los sesentas. En ese decenio realizó 36 exhibiciones individuales y participó en muestras colectivas en un amplio espectro de ciudades como: México D.F., Boston, Filadelfia, Nueva York, Washington, Madrid, Roma, Berna, Tokyo, Santiago, Nagoya, Ginebra, Ljubljala, San Juan, Chicago, Quito, San Diego, Jerusalén, Long Beach y Londres. Además de hacer parte en los certámenes colombianos como el Salón Nacional en Bogotá, la Bienal de Arte de Coltejer en Medellín y los Salones Latinoamericanos en Cali. En ese lapso se hace acreedor a seis reconocimientos internacionales.

## Obra de Omar rayo
La obra de Omar Rayo está dedicada a la figura geométrica sin ser Arte abstracto. Su estilo original, con imágenes claras, pinta objetos concretos. Es un arte geométrico-óptico, que aprovecha los cuadrados, los rectángulos y las líneas en zigzag y se expresa con el blanco, el negro y el rojo. Demuestra que el arte geométrico pertenece tanto al pasado ancestral como al futuro incierto. Utilizando el rastro de los ancestros indígenas, descubre nuevas maneras de ejecutar y presentar los intrincados laberintos visuales y geométricos.
El maestro Omar Rayo relacionó su trabajo con el ámbito familiar y a su esposa le dedicó la serie “Agedóptero en la red” 1996, a su hija “Los juguetes de Sara” 1980 y “Coleopsara” 1990 y a su nieto “Los juguetes de Mateo” 2007. Al tiempo que consagró sus últimas series a: “Embrión de Dragón” 1997, “Criaturas Abisales” 2001, “Semillas del sol” 2002, “Corteza del arco iris” 2003, “Crisálida del Arrebol” 2004, “Mullida Huella del Viento” 2005.

## Exposiciones
A lo largo de su vida realizó más de 200 exposiciones en diversos países de América, Europa y Asia.
El 20 de enero de 2012, con motivo del aniversario de su nacimiento Google realizó un homenaje al artista colombiano.

## Museo
En 1981  estableció el Museo Rayo de Dibujo y Grabado Latinoamericano en su natal Roldanillo. Fue diseñado por el arquitecto mexicano Leopoldo Goout. Se exponen dos mil cuadros y grabados de la producción de Rayo, además de quinientos de diferentes artistas latinoamericanos que forman parte de su colección personal. Funcionan allí diferentes módulos como el de las exposiciones permanentes, las itinerantes, una biblioteca y el taller de artes gráficas.